# Leymus akmolinensis
Leymus akmolinensis är en gräsart som först beskrevs av Vasiliĭ Petrovich Drobow, och fick sitt nu gällande namn av Nikolai Nikolaievich Tzvelev. Leymus akmolinensis ingår i släktet strandrågssläktet, och familjen gräs. Inga underarter finns listade i Catalogue of Life.